# Volcán extinto

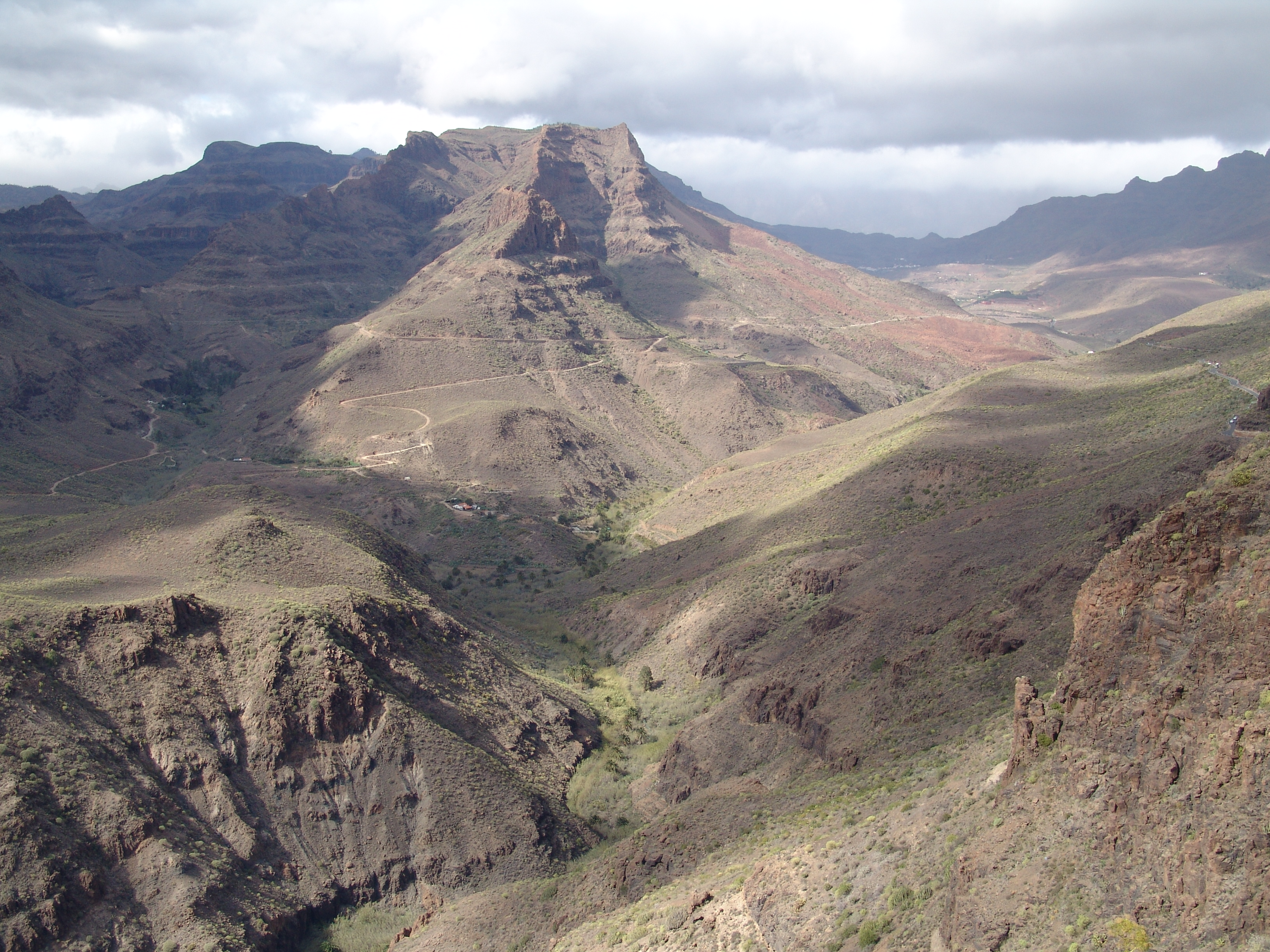
Montañas de origen volcánico en Gran Canaria.

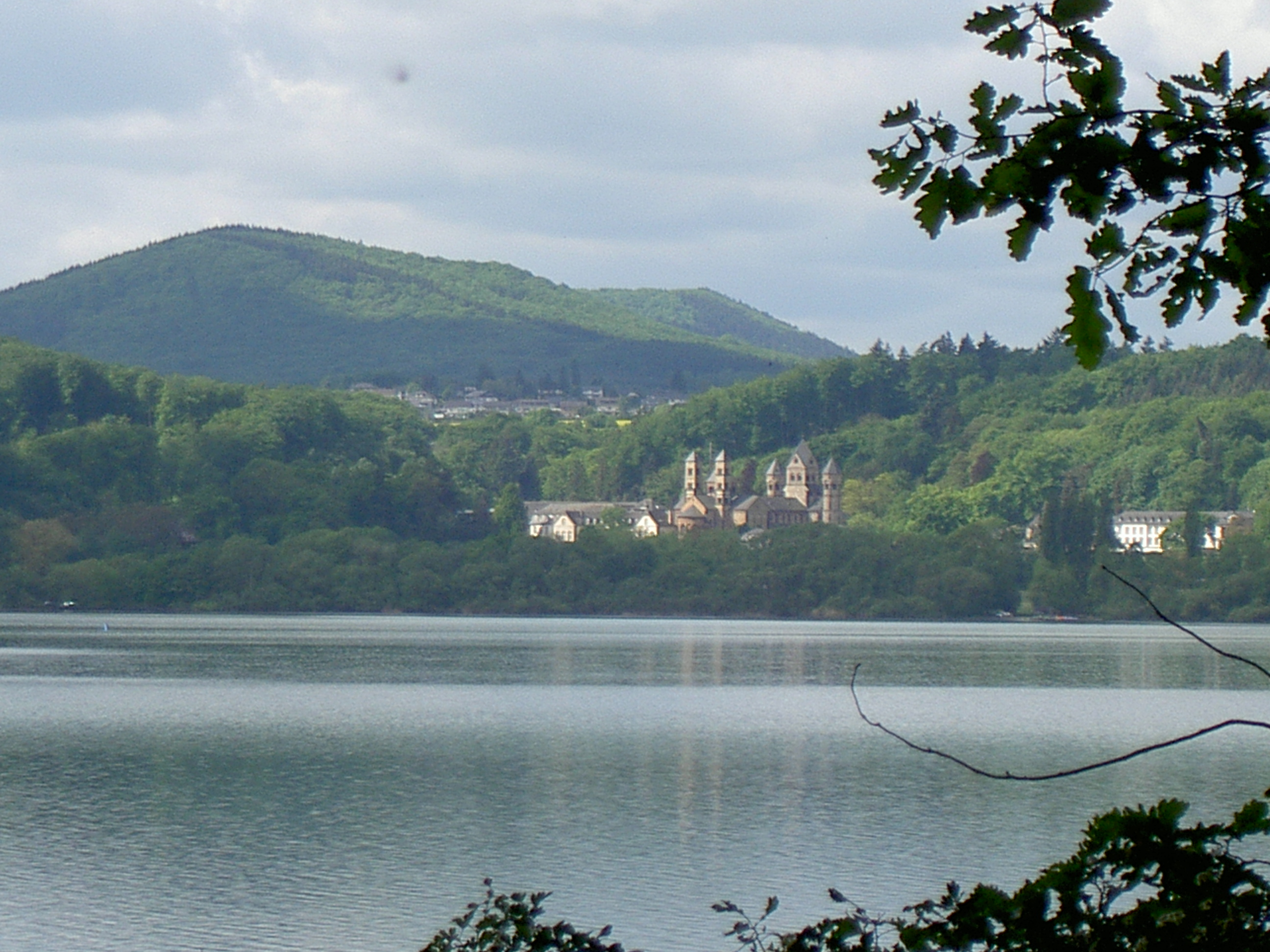
Laacher See, un lago de cráter próximo a Coblenza, en la región de Eifel, Renania-Palatinado, Alemania.

Un volcán extinto o volcán extinguido es un volcán que está inactivo y del que no existe una elevada probabilidad de que entre en erupción en el futuro. Son considerados volcanes extintos todos aquellos volcanes que son visibles actualmente en la superficie terrestre y que no han dado muestras de actividad volcánica durante un periodo de dos  años, independientemente de que en algún momento futuro vuelvan a entrar en actividad. 

## Un concepto discutido: ¿extinto o latente?
Es fácil distinguir entre un volcán extinto y un volcán inactivo latente, si se tiene en cuenta que debemos considerar los largos períodos de tiempo geológico en que tienen lugar estos fenómenos. Por lo tanto, un volcán sólo puede ser considerado como probablemente extinto si su última erupción se remonta cientos de años atrás. Por ejemplo, el sistema volcánico de la isla de Gran Canaria, que data de hace unos 15 millones de años, lleva suspendido unos 4 millones de años. Así que es muy posible que ciertos volcanes aparentemente extintos, puedan volver a erupcionar de nuevo.
Para llegar a una estimación razonable de la probabilidad de nuevas erupciones en el futuro se requiere un análisis detallado de la actividad volcánica durante la vida útil del sistema volcánico. Los principales parámetros a considerar son las distancias entre las erupciones pasadas y la duración de las interrupciones. Se puede demostrar que un volcán mantiene su actividad a través de ciertas manifestaciones geoquímicas (emisión de vapores, fumarolas) y geotérmicas (anomalías de temperatura en pozos y fuentes de agua próximos), señales inequívocas de que se mantiene dormido y no extinto

## Algunos ejemplos de volcanes extintos
(Véase Categoría:Volcanes extintos)

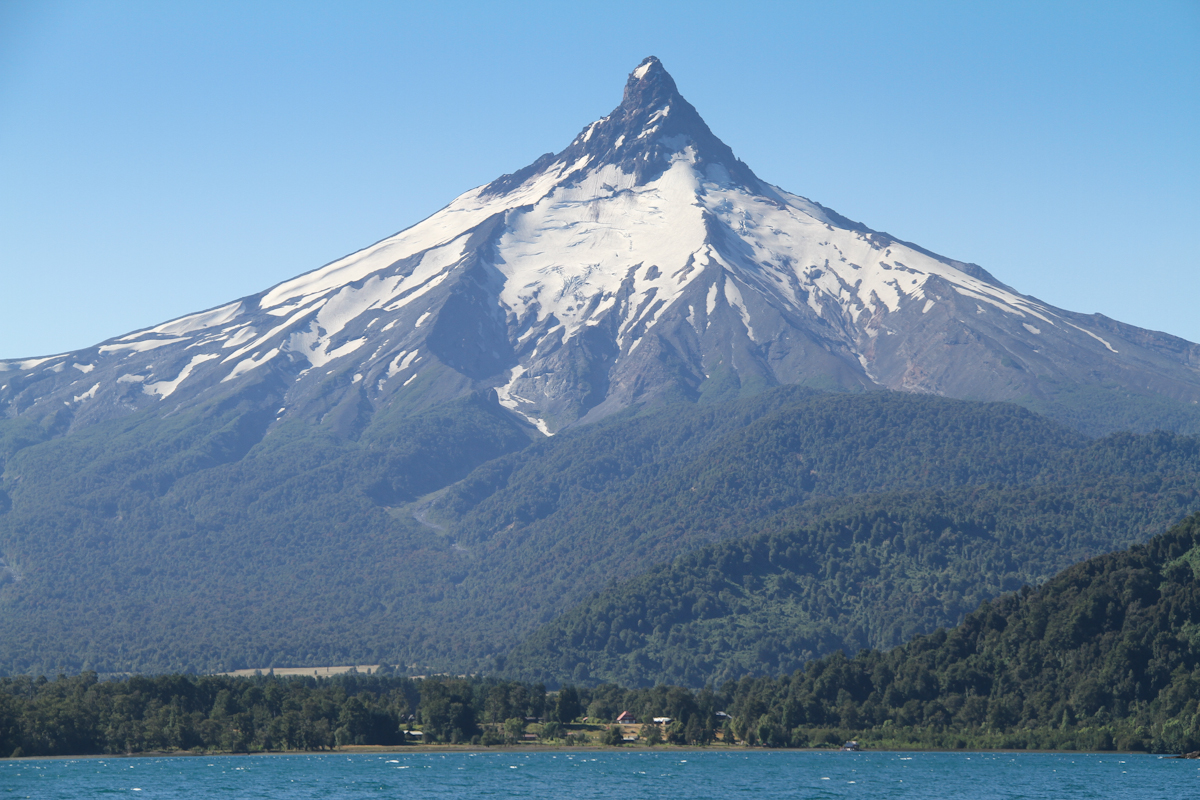
Volcán Puntiagudo, volcán extinto de Chile

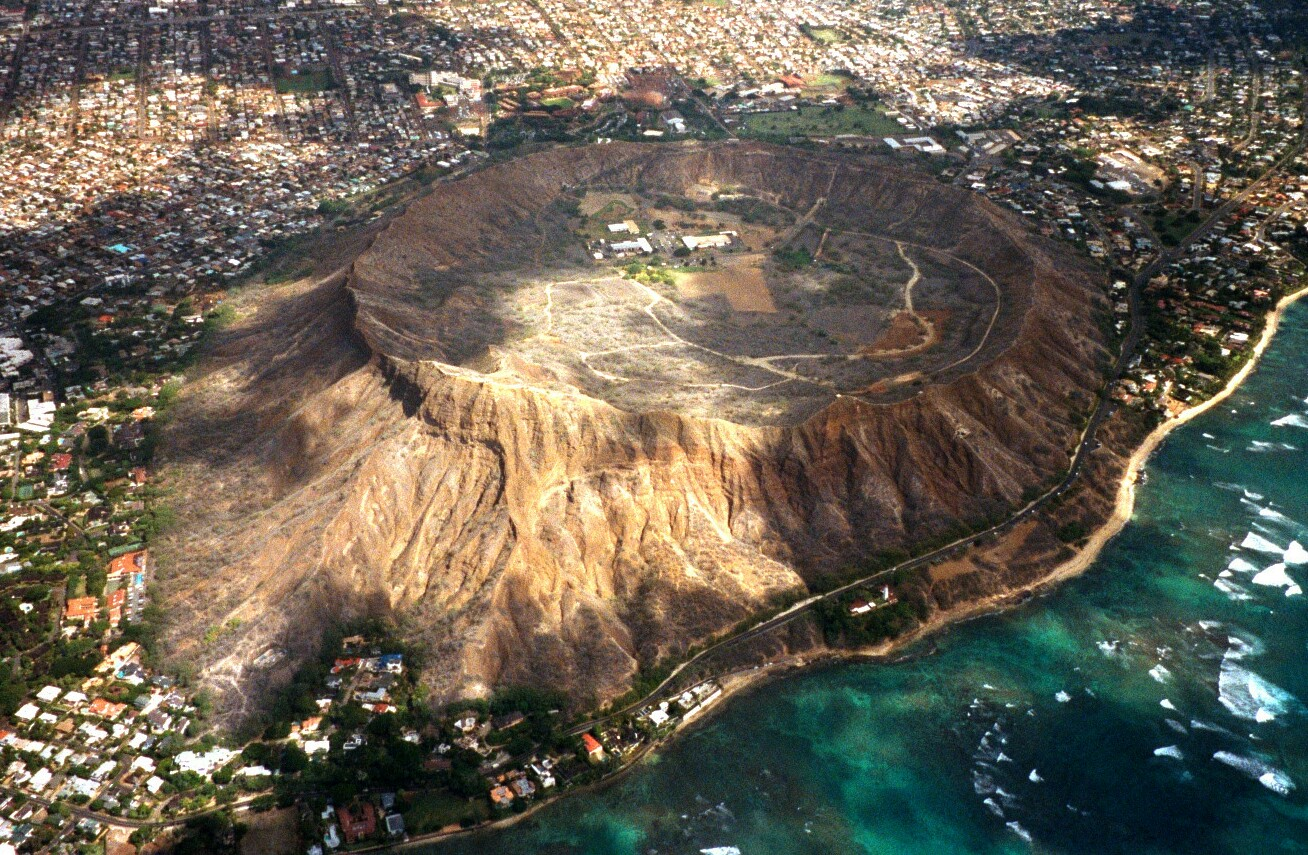
Cráter Diamond Head, Cabeza de diamante, en las islas Hawái.

- El monte Kilimanjaro, en Tanzania, África, no ha entrado en erupción desde que el hombre habita la Tierra pero aún se aprecia actividad volcánica en su ladera. Igualmente el monte Popa en Birmania se considera extinto.[1]

- En Hawái existen muchos considerados extintos como el Diamond Head.

- Al noroeste de Nuevo México, el volcán Shiprock se considera extinto.

- En Guatemala el Volcán de Agua nombrado antiguamente cómo Hunapu.

- Los volcanes de la región de Eifel, en Renania-Palatinado, Alemania se consideran extintos, pero esto no está científicamente comprobado. El último estallido del volcán del lago Laacher See se remonta solo 12 900 años en el pasado, y un nuevo estallido aún es posible.

- En La Paz, Bolivia, en la zona sur de la cordillera de los Andes se encuentra el nevado Illimani, cuya última erupción se registró en 1869; actualmente es un volcán extinto y este es un estratovolcán que actualmente no hay probabilidades de que entre en erupción.

- En la zona sur de la cordillera de los Andes, en la frontera entre Chile y Argentina cerca de la ciudad de Bariloche, se encuentra el cerro Tronador, un estratovolcán extinto y muy erosionado.[2]

- En Chile, en la región de los Lagos, el Volcán Puntiagudo es un volcán extinto.

- El Xitle, ubicado en el Ajusco en la Ciudad de México, el cual hizo erupción 1100 A.C
- El Qhimsachata, un volcán extinto en los Andes Peruanos que no mostró actividad desde el Holoceno.
- El Ilaló, dividiendo el Valle de los Chillos del Valle de Tumbaco en la capital del Ecuador, el cual hizo erupción 1.6 millones de años.

## Definición física
Físicamente, un volcán se considera extinto si no es posible una erupción por falta de suministro de magma en su base y también si ese volcán tiene un 95% de posibilidades de no erupcionar aunque en un momento dado podría darse por calentamientos en la corteza terrestre. 